# Cochemiea blossfeldiana
Cochemiea blossfeldiana es una especie de planta suculenta perteneciente al género Cochemiea, dentro de la familia Cactaceae. Es endémica de las Islas del Pacífico Mexicano y el noroeste de México (Baja California) y anteriormente se le conocía como Mammillaria blossfeldiana.

## Descripción

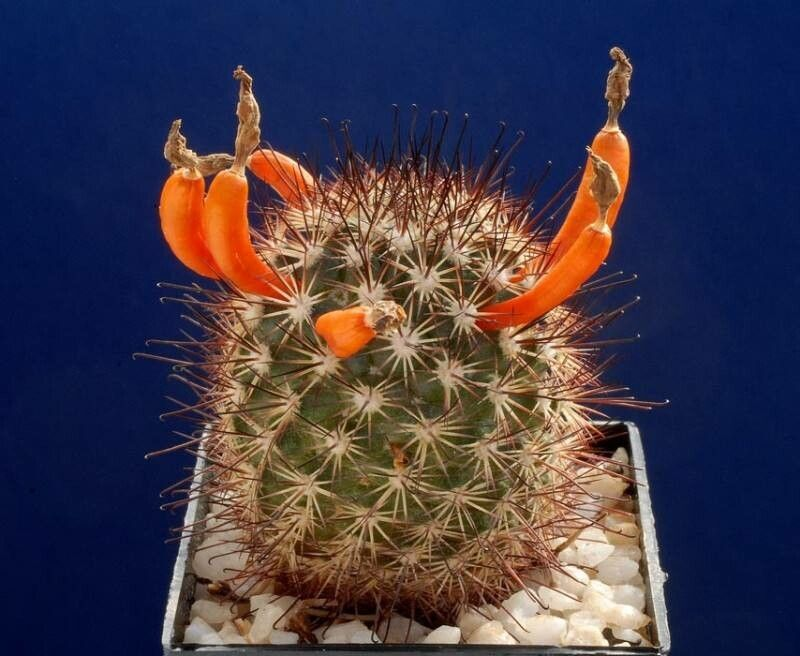
Frutos

Cochemiea blossfeldiana es una especie de cactus que aunque suele crecer de forma individual, a veces aparece en grupos. Los tallos van de esféricos a ligeramente cilíndricos, son de color verde grisáceo y crecen hasta 5 cm de alto y de 3 a 4 cm de diámetro.
Los tallos están cubiertos de tubérculos cónicos dispuestos en espiral, no producen savia lechosa (látex) y poseen lana fina en las axilas (espacio que hay entre los tubérculos). Sobre ellos se asientan areolas donde se distinguen 4 espinas centrales de color marrón oscuro a negro que miden entre 1 y 1,2 cm de largo. La más baja tiene forma de gancho, mientras que las superiores son rectas. También hay de 15 a 20 espinas radiales de color amarillo con la punta oscura que miden entre 0,5 y 0,7 cm de largo.
Las flores tienen forma de embudo y son blancas con rayas centrales de color rosa a rojo carmín. Crecen hasta 2 cm de largo y tienen un diámetro de 2 a 4 cm. Los frutos tienen forma de maza y son de color rojo anaranjado. En su interior contienen semillas negras.

## Distribución y hábitat

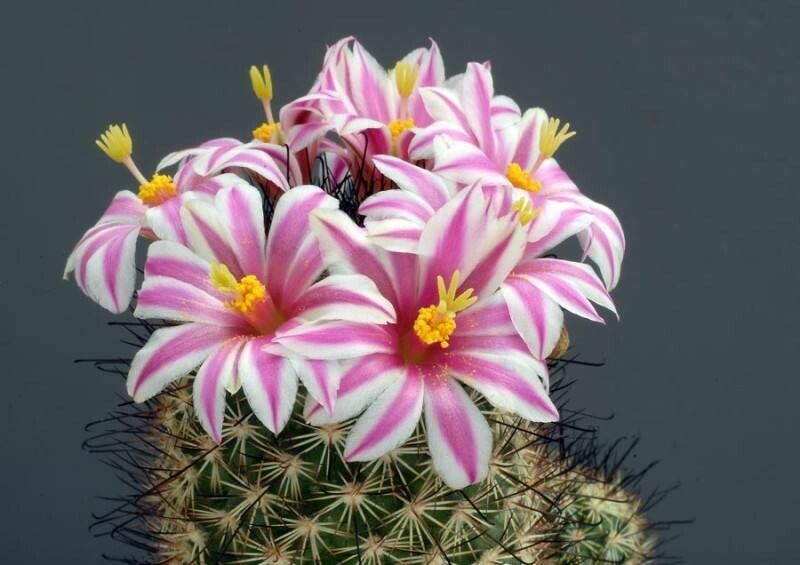
Detalle de la flor

El área de distribución nativa de esta especie son las Islas del Pacífico Mexicano y el noroeste de México (Baja California) y crece principalmente en biomas desérticos o de matorrales secos, desde cerca del nivel del mar hasta los 150 m de altitud.

## Taxonomía
La primera descripción de esta especie fue como Mammillaria blossfeldiana, publicada en 1931 por el botánico alemán Friedrich Bödeker en la revista científica Monatsschrift der Deutschen Kakteen-Gesellschaft 3: 209.
Posteriormente, los botánicos Peter B. Breslin y Lucas C. Majure colocaron la especie en el género Cochemiea, pasando a llamarse Cochemiea blossfeldiana y anotando estos cambios en la revista científica Taxon 70: 319 en el año 2021.
Etimología
- Cochemiea: nombre genérico que hace referencia a la tribu indígena Cochimí, que en el pasado ocupó un gran territorio de Baja California y cuya área es parte del área de distribución natural de este género.
- blossfeldiana: epíteto específico otorgado en honor al jardinero alemán Robert Blossfeld († 1945).[1]

### Subespecies
Actualmente se distinguen dos subespecies:
| Imagen | Subespecie                                                                  | Descripción                                    | Distribución                                     |
| ------ | --------------------------------------------------------------------------- | ---------------------------------------------- | ------------------------------------------------ |
|        | Cochemiea blossfeldiana subsp. blossfeldiana                                | Tiene espinas más cortas y en forma de gancho. | Islas del Pacífico Mexicano y Noroeste de México |
|        | Cochemiea blossfeldiana subsp. rectispina (E.Y.Dawson) P.B.Breslin & Majure | Tiene espinas más largas y rectas.             | Noroeste de México                               |

Sinonimia
- Sinónimos de Cochemiea blossfeldiana subsp. blossfeldiana:
  - Mammillaria blossfeldiana subsp. shurliana (H.E.Gates) M.H.J.van der Meer (2022)
  - Mammillaria blossfeldiana var. shurliana (H.E.Gates) Wiggins (1964)
  - Mammillaria goodridgei f. shurliana (H.E.Gates) Neutel. (1986)
  - Mammillaria shurliana H.E.Gates (1956)

- Sinónimos de Cochemiea blossfeldiana subsp. rectispina: 
  - Mammillaria blossfeldiana subsp. rectispina (E.Y.Dawson) Lodé (2021)
  - Mammillaria goodridgei var. rectispina E.Y.Dawson (1952)
  - Mammillaria rectispina (E.Y.Dawson) Repp. (1987)

## Estado de conservación
En la Lista Roja de Especies Amenazadas de la UICN, la especie está clasificada como “Casi amenazado (NT)".

## Usos
Se cultiva principalmente como planta ornamental y su propagación se realiza a través de esquejes o semillas.